# Fröslev-Jardelunder Moor

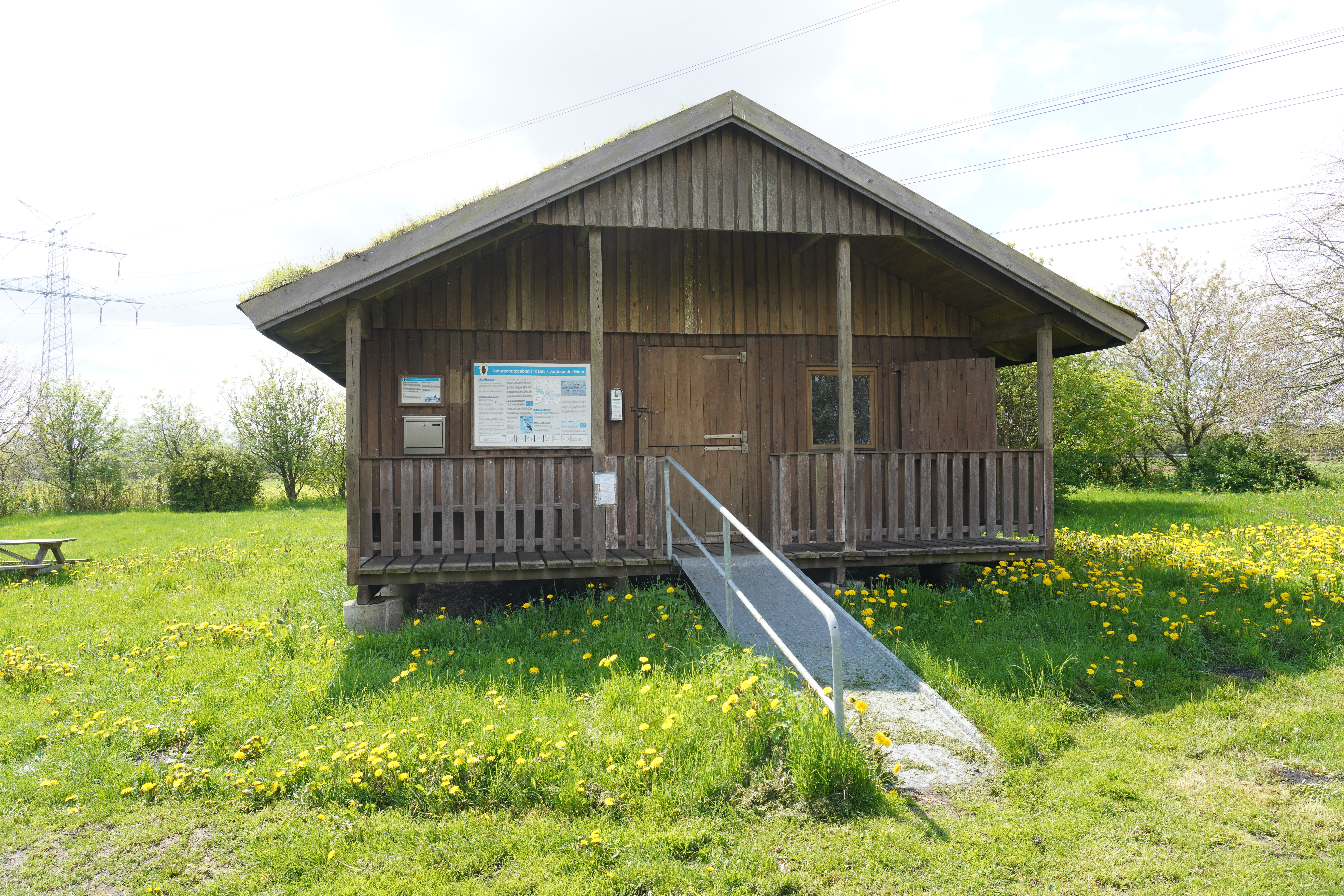
Infohäuschen mit dahinterliegendem Trocken-Klo

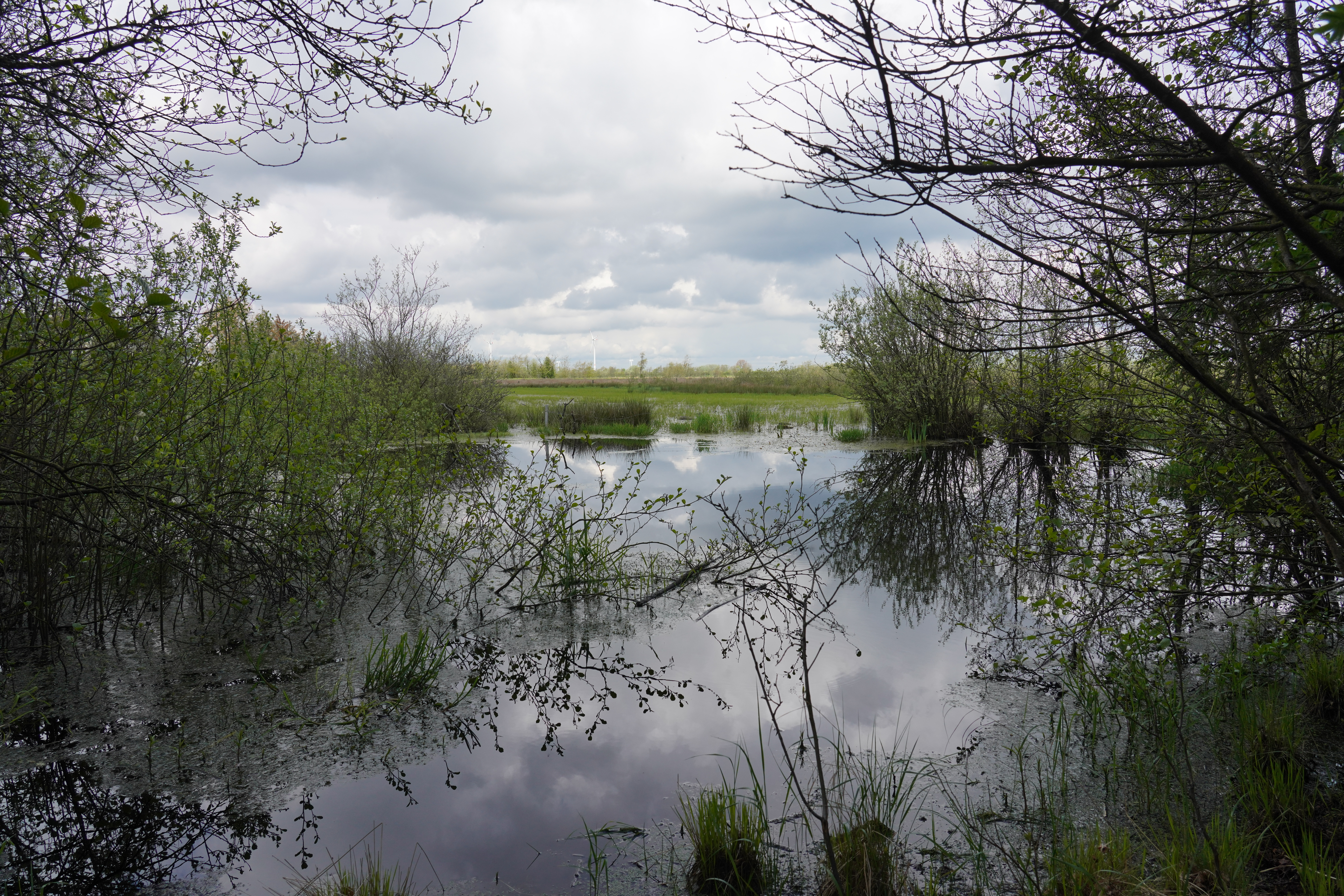
Moorteich

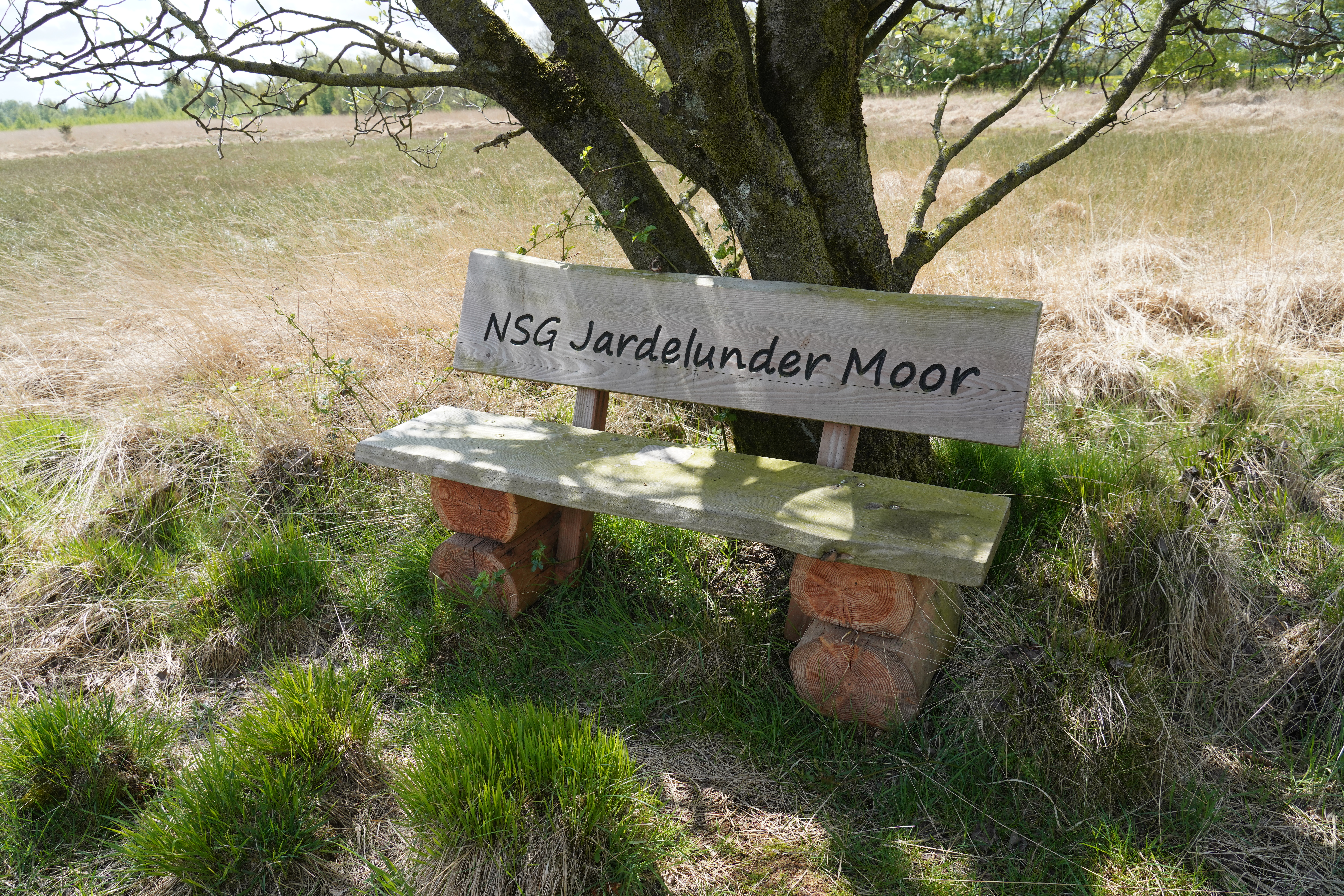
Eine der Bänke

Das Fröslev-Jardelunder Moor ist ein Naturschutzgebiet in den schleswig-holsteinischen Gemeinden Jardelund und Osterby im Kreis Schleswig-Flensburg.
Das rund 222 Hektar große Naturschutzgebiet ist unter der Nummer 102 in das Verzeichnis der Naturschutzgebiete des Ministeriums für Landwirtschaft, Umwelt und ländliche Räume eingetragen. Es wurde 1984 ausgewiesen (Datum der Verordnung: 30. Mai 1984). Das Naturschutzgebiet ist nahezu deckungsgleich mit dem 224 Hektar großen FFH- und EU-Vogelschutzgebiet (DE1121391) „NSG Fröslev-Jardelunder Moor“. Zuständige untere Naturschutzbehörde ist der Kreis Schleswig-Flensburg.
Das Naturschutzgebiet liegt westlich von Flensburg direkt an der Grenze zu Dänemark. Es stellt den westlichen Teil eines Hochmoores unter Schutz, das sich beiderseits der deutsch-dänischen Grenze erstreckt. Das Moor steht seit 1985 auch auf dänischer Seite unter Naturschutz („Frøslev Moor“).
Das Hochmoor ist von zahlreichen Torfstichen zerkuhlt. Es wurde früher für die Nutzung großflächig entwässert. Nach der Unterschutzstellung auf beiden Seiten der deutsch-dänischen Grenze unterzeichneten das damalige Amt Südjütland und die Landesregierung von Schleswig-Holstein im Februar 1988 ein gemeinsames Renaturierungsprogramm. In den Jahren 1993 bis 1995 wurde das Jardelunder Moor großflächig renaturiert. Entwässerungsgräben wurden verschlossen und das Moor wiedervernässt. Im Rahmen der Renaturierungsmaßnahmen wurde auch der ehemalige Grenzgraben zwischen Deutschland und Dänemark verfüllt. Die Torfstiche sind vielfach mit Wasser vollgelaufen und verlanden langsam. Später wurden auch die Laggbereiche wiedervernässt.
Das Moor wird zur Pflege mit Schafen beweidet, um den Aufwuchs von Gehölzen und Pfeifengras gering zu halten. Teilweise müssen auch Entkusselungsmaßnahmen durchgeführt werden. Das Naturschutzgebiet bietet mit seinen Torfstichen, Hochmoorregenerations- und Übergangsmoorflächen, Röhricht- und Flachwasserbereichen sowie den an die Moorflächen angrenzenden, ausgedehnten Grünlandbereichen zahlreichen Pflanzen und Tieren einen Lebensraum. Neben Torfmoosen kommen z. B. Wollgräser wie das Schlanke Wollgras, Rundblättriger und Mittlerer Sonnentau, Weißes Schnabelried und Heide vor. Großer Brachvogel, Bekassine und Trauerseeschwalbe sind im Naturschutzgebiet heimisch. Im Bereich von Gebüschbeständen ist auch der Neuntöter zu finden. Weiterhin bietet das Naturschutzgebiet zahlreichen Amphibien, Reptilien und Libellen, darunter die Große Moosjungfer, einen Lebensraum. Auch Rothirsche sind hier heimisch.
Das Moor entwässert über Gräben nach Nordwesten zur Scheidebek sowie nach Süden zur Wallsbek. Das Naturschutzgebiet, das vom Landesjagdverband Schleswig-Holstein betreut wird, gehört der Stiftung Naturschutz Schleswig-Holstein. Ein Teil des Moores ist über einen rund 2,5 Kilometer langen Naturerlebnispfad erlebbar.